# 卡迈恩·法尔科内
卡迈恩·法尔科内（英語：Carmine Falcone）是DC漫画中的虚构人物，然而蝙蝠侠的敌人却是韦恩家族的朋友。

## 出版历史
卡迈恩·法尔科内初出场于1987年弗兰克·米勒和大卫·马祖凯利创作的《蝙蝠俠：第一年》。
在漫画中，法尔科内是一个强大的黑手党首领，被尊称為「罗马人」，这个外号来自于他曾经控制了高譚市的黑道并一度被称为“罗马帝国”。在《蝙蝠侠:第一年》中，他在哥谭的顶层公寓也有古罗马建筑设计风格。
法尔科内后来出现於杰夫·洛布、蒂姆·塞尔创作的《蝙蝠侠：漫长的万圣节》中。这个角色设计基于马龙·白兰度在1972年電影《教父》中饰演的维托·柯里昂。洛布在接受采访时表示，他创作法尔科内家庭时与柯里昂家族有所对应：卡迈恩·法尔科内的力量和智慧与维托·柯里昂相似，他的儿子阿尔贝托的个性和外表来自于弗雷多·柯里昂，他的女儿蘇菲亞的脾气与桑尼·柯里昂一样。最后，他被驱逐到西西里岛的长子马里奥，他将法尔科内家族合法化洗白的愿望与迈克尔·柯里昂相似。

## 人物传记
在《蝙蝠侠:漫长的万圣节》的回憶片段中，文森特·法尔科内带他濒死的儿子，卡迈恩·法尔科内（被路易吉·马罗尼多次枪击）去寻求湯瑪士·韋恩的帮助。由于担心如果在公立医院进行治疗的话，马罗尼将前来杀死卡迈恩，文森特恳求托马斯在韦恩庄园进行手术。年轻的布鲁斯·韦恩偷偷看着他父亲挽救了卡迈恩的生命。在湯瑪士·韦恩的葬礼上，卡迈恩告诉布鲁斯，不管何时都可以找他帮忙。
在《蝙蝠俠：第一年》卡迈恩·法尔科内暗中管理着高谭市，市长，市议会，警察局长吉利安·B·勒布和警探阿诺·佛拉斯都是他的人。他的权力受到神秘义警蝙蝠侠的攻击。在一次交锋中，蝙蝠侠打断了法尔科内的晚宴，宣布所有腐败的参与者都将被绳之以法。尽管勒布企图阻止他，但蝙蝠侠对法尔科内组织的攻击变得更加粗暴。蝙蝠侠入侵了法尔科内的家，将他剥去内衣然后将绑在了床上以羞辱他。法尔科内下了杀死蝙蝠侠的命令，然而蝙蝠侠太难以捉摸。在猫女攻击法尔科内时，蝙蝠侠帮助了她，猫女最终在法尔科内的脸上留下三道疤痕。最后，法尔科内命令绑架詹姆斯·高登的家人，却被蝙蝠侠与高登合力击破。最终，在由高登和地方检察官哈维·丹特领导的调查，以及蝙蝠侠的一些秘密协助下，恢复了对高谭的法律和秩序：勒布被迫辞职，法尔科内的权力受到新的威胁。 法尔科内因为对付高登的失败而怪罪他的侄子強尼·维提并企图杀死他，強尼幸存下来，法尔科内开始与芝加哥维提犯罪家族的头目他的妹妹卡尔拉发生火并。
在《漫长的万圣节》期间，法尔科内家族被一个名为「假日杀手」的连环杀手针对。法尔科内能够通过对谋杀和影响力的仔细组合来挫败他的敌人。当蝙蝠侠和丹特发现了法尔科内的一个仓库时，情况发生了变化，这些仓库中储存着成吨的现金。他们把钱烧毁，使法尔科内不能再忽视他们的行动。这促使法尔科内采取绝望的措施，雇佣蝙蝠侠的那些超级反派们。因为丹特一直在破坏他的生意—并且法尔科内深信丹特是假日杀手—他劝说他的前对手薩爾·馬洛尼在审判时杀死丹特。法尔科内的人向马罗尼提供了一瓶強酸，他在法庭诉讼期间向丹特泼了它。这发生在法尔科内的生日8月2日。酸液毁掉了丹特的左脸，导致他变成了双面人。在故事的高潮中，双面人将蝙蝠侠的反派们（包括猫女、小丑，瘋帽客、企鵝人、毒藤女、稻草人和所羅門·格蘭迪）带入法尔科内的阁楼。伴随着一个硬币翻转着陆在有疤痕一面，双面人杀死了法尔科内。法尔科内的儿子阿尔贝托承认他就是「假日杀手」，为了成为现在新的高谭的一部分。
在《蝙蝠侠：黑暗勝利》中，法尔科内的墓地被挖开，遗体被窃。他的手指被切断并送到新的法尔科内家族的新领导人他的女儿蘇菲亞·吉甘特手中。这被称为一种「古老的信息」，意味着有人要从法尔科内家族手中夺走所有东西。阿尔贝托被软禁，他开始在家中听到父亲的声音。最终，腐败的地方检察官珍妮丝·波特的尸体在睡觉时被放在阿尔贝托的床上。他的父亲称他为失败者，并敦促他自杀。阿尔贝托发现声音是一个阴谋的一部分，因为知道他的父亲憎恨自杀，他打碎了房间中的镜子发现藏在后面的是日曆人。直到最后才透露，就是双面人盗走了法尔科内的尸体，并使用急凍人的低温科技将其冻结。 塞琳娜·凯尔在故事结束时探访了法尔科内的坟墓，并吐露了她认为法尔科内是她的生父。
《猫女在罗马》的故事穿插在《黑暗胜利》之间。讲述了猫女发现卡迈恩可能是她的亲生父亲，便前往卡迈恩的发迹之地罗马寻找证明，但却找不到任何直接证据。

### 新52
在新52中，卡迈恩·法尔科内出现在《蝙蝠侠：不朽传奇》的第二期，他决心击败蝙蝠侠及其盟友并收回他的犯罪帝国。在此故事中显示了卡迈恩在新52的命运，在被蝙蝠侠击败又受到新生代罪犯的的冲击后他不得不离开哥谭。他前往香港并在当地建立起自己的势力，在几乎打败了香港的本地黑帮头领方坤时选择了回到哥谭来报复蝙蝠侠。
法尔科内重新掌控哥谭市的阴谋取得进展，明确表示他控制了市长塞巴斯汀·哈迪（最开始他就是在法尔科内的支持下才成为哥谭市市长），并控制了哥谭市警察局。 在法尔科内和哈迪市长指示警方追捕蝙蝠侠的同时，法尔科内的手下开始与企鹅人展开火并。
在被蝙蝠侠打败后，法尔科内交代他不知道针对蝙蝠侠的阴谋的全貌，只是通过真正主谋的一封匿名信被告知，他将有机会击败蝙蝠侠。他被捕后被引渡回香港。

### DC重生
《零年》的故事結束後，緊接著《笑话與谜语的戰爭》中，法尔科内被小丑要求在一小时内杀死谜语人。他的手下最终失败了，导致小丑射击了法尔科内，并命令企鹅人代表他负责法尔科内的手下与活动。

## 家族成员
以下是卡迈恩·法尔科内的亲戚：
- 文森特·法尔科内：卡迈恩的父亲。
- 卡拉·维提：卡迈恩的妹妹。芝加哥维提家族的老大。
- 路易莎·法尔科内：卡迈恩的妻子。隐居于罗马。
- 強尼·维提：卡拉的儿子和卡迈恩的侄子。
- 卢西亚·维提：卡拉的女儿和卡迈恩的侄女。
- 蘇菲亞·法尔科内·吉甘特（英语：Sofia Falcone Gigante）：卡迈恩的女儿。马里奥后通过法律手段强制将她改名为蘇菲亞·吉甘特。
- 阿尔贝托·法尔科内（英语：Alberto Falcone）：卡迈恩的儿子。
- 马里奥·法尔科内：卡迈恩的儿子。
- 塞琳娜·凯尔：猫女，可能是卡迈恩的女儿（新52中设定已修改）。
- 卡翠娜·法尔科内：卡迈恩的孙女。

## 其他媒體

### 電影
- 黑暗騎士三部曲
  - 《蝙蝠俠：開戰時刻》：由湯姆·威爾金森飾演。
  - 《黑暗騎士》：電影中提及卡迈恩·法尔科内被囚禁於阿卡漢精神病院中，而薩爾·馬洛尼在法尔科内服刑時掌控了他的犯罪家族。
- 《蝙蝠俠：元年》：由亞力克斯·洛可（英语：Alex Rocco）配音。[9]
- DC擴展宇宙
  - 《自殺突擊隊》：卡迈恩的姓名在一棟建築物上出現。
- 《蝙蝠俠》：由約翰·特托羅飾演。

### 電視劇
- 《高譚》：由約翰·多曼（英语：John Doman）飾演。
- 《正義聯盟超級行動（英语：Justice League Action）》：在「Time Share」該集登場，並由傑森·J·路易斯配音。[10]

## 外部連結
- Carmine Falcone （页面存档备份，存于） at DC Comics Wiki
- Carmine Falcone （页面存档备份，存于） at Comic Vine